# 村上憲郎
村上 憲郎（むらかみ のりお、1947年 - ）は、日本の実業家。システムエンジニア。豊の国かぼす特命大使。

## 経歴
大分県佐伯市出身。大分県立佐伯鶴城高等学校、京都大学工学部資源工学科卒業。
日立電子、DECを経て、Northern Telecom Japan代表取締役。2001年、ドーセントの日本法人を立ち上げる。
2003年4月1日より、Google米国本社副社長兼Google日本法人代表取締役に就任。2008年12月31日に退任し、2009年1月1日より同社名誉会長。現在は同社の経営からは退き、村上憲郎事務所代表を務めている。
2014年4月 東京工業大学学長アドバイザリーボード委員、大阪工業大学情報科学部客員教授に就任。
2014年12月19日 エナリスの代表取締役に就任。
2017年2月22日 エナリスの代表取締役会長を退任。
2017年10月 再生医療関連事業を展開するセルソースの取締役に就任。
2018年4月 大阪市立大学大学院 都市経営研究科 都市経営専攻（修士課程）教授に就任。

## テレビ出演
- 日経スペシャル カンブリア宮殿 "検索"で世界を変えろ（2007年9月10日、テレビ東京）- グーグル米本社副社長兼日本法人社長として出演[2]。

## 書籍

### 著書
- 『知識ベースシステム入門 やさしい人工知能』（1986年6月1日、インフォメーションサイエンス）ISBN 487189004X
- 『村上式シンプル英語勉強法 使える英語を、本気で身につける』（2008年8月2日、ダイヤモンド社）ISBN 447800580X
  - 『村上式シンプル英語勉強法 使える英語を、本気で身につける』（2016年11月1日、日本経済新聞出版社 日経ビジネス人文庫）ISBN 9784532198091
- 『村上式シンプル仕事術 厳しい時代を生き抜く14の原理原則』（2009年10月1日、ダイヤモンド社）ISBN 9784478008614
- 『一生食べられる働き方』（2012年3月16日、PHP研究所 PHP新書）ISBN 9784569802817
- 『クオンタム思考 テクノロジーとビジネスの未来に先回りする新しい思考法』（2021年5月21日、日経BP社）ISBN 9784296000227
- 『量子コンピュータを理解するための量子力学「超」入門』（2022年4月1日、悟空出版）ISBN 9784908117800
- 『英語が好きになる子の育てかた Googleが教えてくれた』（2022年8月1日、CCCメディアハウス）ISBN 9784484222189

### 共著
- 『3.11後日本経済はこうなる！』（共著者:池田信夫 小黒一正 澤昭裕 小幡績）（2011年6月13日、朝日新聞出版 朝日新書）ISBN 9784022734037
- 『「スマート日本」宣言 経済復興のためのエネルギー政策 アスキー新書』（共著者:福井エドワード）（2012年8月11日、アスキー・メディアワークス/角川グループパブリッシング）ISBN 9784048704366
- 『スーパー高校生"Tehu"と考える 想像力のつくり方』（共著者:Tehu）（2013年3月11日、角川書店）ISBN 9784041104309
- 『再生可能エネルギーがひらく未来』（共著者:エイモリーロビンス 佐和隆光 新原浩朗 福山哲郎 槌屋治紀）（2013年9月6日、岩波書店）ISBN 9784002708812

### 編著
- 『AIと社会・経済・ビジネスのデザイン』（共編著者:服部桂 近勝彦 小長谷一之）（2020年3月10日、日本評論社）ISBN 9784535587342
  - 『AIと社会・経済・ビジネスのデザイン 増補版』（共編著者:服部桂 近勝彦 小長谷一之）（2022年9月27日、日本評論社）ISBN 9784535587816

### 監修
- 『賢人のアピール術 人の目にとまる、印象に残る自己表現。また会いたいと思われる人になれ!』（監修:松井忠三 窪山哲雄 小笠原継承斎 川田修 村上憲郎）（2013年4月26日、幻冬舎）ISBN 9784344902664

## 主張
- 英語で不自由なくコミュニケーションをとれない人は、21世紀を生き残ることはできない

2010年11月6日、おおいた佐伯鶴城同窓会において。
- 村上流　できる大人の話し方
  - 〔1〕どんなときでも相手の立場に立ってみる
  - 〔2〕文章の構造、骨組みに気を使う
  - 〔3〕自分を大きくみせようとしない[4]
- 米国エリートは日本人が持たない「絶対的」な価値軸を持つ。それがあるから彼らは強い[5]
- 日本人よ！　もっとたくさん本を読め！[6]